# Chan Siu Wing
Chan Siu Wing (tiếng Trung: 陳兆榮), sinh ngày 26 tháng 4 năm 1993 là 1 Cầu thủ bóng rổ chuyên nghiệp Hồng Kông. Anh ấy hiện đang chơi cho câu lạc bộ He currently plays for the Eastern cho giải FIBA Asia Champions Cup, ASEAN Basketball League và giải Hong Kong A1 Division Championship.
He represented Đội tuyển bóng rổ quốc gia Hồng Kông tại 2015 FIBA Asia Championship ở Changsha, Trung Quốc, nơi anh chơi nhiều phút cho đội của mình.